# Chrysodeixis rogationis
Chrysodeixis rogationis là một loài bướm đêm trong họ Noctuidae.